# Johann Dietrich von Hülsen
Pour les articles homonymes, voir Hülsen.
Johann Dietrich von Hülsen (né le 1er juin 1693 à Babziens (de) et mort le 29 mai 1767 à Berlin) est un lieutenant général prussien de l'infanterie. Après une longue carrière d'officier dans divers régiments d'infanterie, il gagne le respect particulier de Frédéric II en tant que général pendant la guerre de Sept Ans et est honoré par lui avec sa nomination au poste de gouverneur de Berlin. Pendant la guerre, il devient chanoine de Minden et reçoit l'ordre de l'Aigle noir.

## Biographie
Fils de Johann Friedrich von Hülsen et de Rosine baronne von Königsegg, Von Hülsen est né et grandit dans les environs ruraux de Rastenbourg. À l'âge de dix-sept ans, il rejoint le 2e régiment d'infanterie prussien sous le commandement d'Otto Magnus von Dönhoff, devient enseigne le 8 juin 1715 et participe à la campagne de Poméranie (de) la même année. À partir de 1721, le régiment est stationné entre Insterbourg et Rastenbourg. Von Hulsen devient le 1er août 1722 sous-lieutenant, le 13 juillet 1728 premier lieutenant
Dans la guerre de Succession de Pologne, le régiment, qui est maintenant sous le commandement d'Erhard Ernst von Röder, se rend à Heidelberg via Magdebourg pour rejoindre le prince Eugène de Savoie. Après le camp d'hiver dans le Münsterland la campagne se poursuit sans résultat en 1735 et le régiment entame finalement la marche de retour. À Halberstadt, von Huelsen est promu capitaine d'état-major à l'occasion d'une revue de troupe devant Frédéric-Guillaume Ier et - de retour en Prusse-Orientale - capitaine avec sa propre compagnie le 6 avril 1738.
À l'automne 1739, von Hülsen épouse Sophie Elisabeth von Kunheim, la veuve de von Schliewitz. Le mariage reste sans enfant.
En juillet de l'année suivante, il est promu comme major au nouveau 36e régiment d'infanterie sous Gustav Bogislav von Münchow, où il reste pendant seize ans. En mars 1741, il est engagé pendant la première guerre de Silésie comme force d'occupation en Silésie, plus tard sous Léopold Ier d'Anhalt-Dessau lors du siège de Cosel. Après la guerre, il fut stationné dans le Brandebourg, où von Hülsen devint lieutenant-colonel le 11 juillet 1743. Au cours de la Seconde guerre de Silésie, le régiment participe à de nombreuses batailles et reconquiert Cosel occupée le 5 septembre 1745, à la suite de quoi von Hülsen est nommé colonel le 9 novembre.
Au cours des années de paix qui suivent, von Hülsen se distingue surtout comme bon instructeur, devient major général le 8 septembre 1754 et reçoit l'Ordre Pour le Mérite. Après la mort de son prédécesseur, Asmus Ehrenreich von Bredow, il est nommé le 25 février 1756 chef du 21e régiment d'infanterie, qui est stationné à Halberstadt et Quedlinbourg. Il reçoit en outre une pension annuelle de 500 thalers.
Ce n'est qu'à l'âge de soixante ans qu'il se distingue en tant que chef d'armée pendant la guerre de Sept Ans et peut acquérir la réputation d'un des généraux les plus compétents. Lors de la bataille de Lobositz, son régiment subit de lourdes pertes, mais von Hülsen est félicité par Frédéric II "pour sa bravoure". Lors de la bataille de Kolin, von Hülsen commande la réserve tandis que son régiment combat sous les ordres de Joachim Christian von Tresckow (de). Avec ce dernier et d'autres soutiens, il réussit à s'emparer d'une hauteur décisive en fin d'après-midi et à la défendre jusqu'à la nuit. Dans ses écrits sur l'histoire de la guerre, Frédéric II fait expressément l'éloge de son zèle lors de cette bataille. Après avoir été promu lieutenant général le 6 mars 1758, von Hülsen est envoyé en Saxe, où il tient tête à l'armée autrichienne à Maxen et de Freiberg. Il subit des pertes sanglantes lors de la bataille de Kay et est blessé lors de la bataille de Kunersdorf. À la bataille de Maxen, il n'arrive pas à temps pour soutenir Friedrich August von Finck.
Le 20 août 1760, il parvient à s'imposer avec 12 000 hommes contre une force ennemie lors de la bataille d'Oschatz (de), à la suite de quoi le roi lui offre 1 500 thalers et écrivit : "Je vous félicite de la manière la plus gracieuse [...] Faites entre-temps à tous les officiers d'état-major et officiers supérieurs de votre corps subordonné [...] mon très gracieux compliment".
Lorsque les Autrichiens et les Russes tentent de prendre Berlin la même année, il se rend à Beelitz et peut d'abord repousser la cavalerie du général russe Gottlob Heinrich von Tottleben à la porte de Halle, mais ne peut finalement pas empêcher l'occupation russe de Berlin. Peu après, il retourna en Saxe, où von Hülsen commande une grande partie de l'infanterie lors de la bataille de Torgau. Après trois attaques infructueuses et coûteuses, il mène, contre l'ordre du roi, une quatrième attaque qui est couronnée de succès grâce au soutien d'une charge de hussards menée par Hans Joachim von Zieten et qui fait pencher la balance en faveur des Prussiens. Selon une anecdote, le général ne marchait plus très bien et comme ses chevaux avaient été abattus, il s'est fait pousser sur un canon à portée de main de la bataille. Après la bataille, von Hülsen repousse les troupes ennemies jusqu'en Franconie.
L'année suivante, en 1761, il est chargé de la défense de la Saxe occupée sous le prince Henri de Prusse et est nommé commandant en chef le 21 avril, lorsque le prince est retiré en Silésie. À ce moment-là, la mémoire du général âgé commence apparemment à faiblir quelque peu, car le roi a pris la précaution de lui adjoindre un major général. À la bataille de Freiberg le 29 octobre 1762 comme prévu, car sa relève n'est pas arrivée à temps, mais il continue à avancer jusqu'à Pretzschendorf après la bataille.
Après la guerre, il est honoré par Frédéric II du poste de gouverneur de Berlin le 23 août 1763 et est encore chargé en 1766 d'une enquête judiciaire contre le conseiller financier Ursinus. En octobre, il tombe malade et meurt finalement le 29 mai 1767 à Berlin. Il est enterré le 1er juin dans l'église de la garnison de Berlin. Le prince Henri lui dédie une plaque sur son obélisque de Rheinsberg.